# 南留成汤庙
南留成汤庙是一座明代古建筑，位于山西省晋城市阳城县北留镇南留村。
2021年8月4日，南留成汤庙公布为第六批山西省文物保护单位，古建筑类，编号6-215。